# Peter Newell
Peter Newell (Rice Corners, Illinois, 5 de marzo de 1862 - Little Neck, Nueva York, 15 de enero de 1924) fue un ilustrador e historietista estadounidense, creador de libros para niños, como Topsys and Turvys y The Slant Book, así como de la tira cómica The Naps of Polly Sleepyhead (1905-1906).
Realizó ilustraciones de clásicos, como Alicia en el país de las maravillas, de  Lewis Carroll, pero creó también libros propios (The Hole Book, The Rocket Book o The Slant Book, varias veces reeditados). Entre estos destacan los dos volúmenes de Topsys and Turvys (1893), con imágenes que pueden ser vistas al derecho y al revés. Esta técnica fue imitada por Gustave Verbeek en su tira cómica más conocida, The Upside-Downs (1904).
Su tira cómica The Naps of Polly Sleepyhead, dirigida a un público infantil, se publicó en el New York Herald, en el que también colaboraban Gustave Verbeek y Winsor McCay, entre el 25 de febrero de 1906 y el 22 de septiembre de 1907. Polly es una niña con una gran imaginación y una incontrolable tendencia a quedarse dormida. Sus pesadillas provienen del último objeto en que posa sus ojos antes de quedarse dormida: por ejemplo, un gato jugando con un ovillo se transforma en una araña tejiendo una tela para apresarla.  Esta atracción por lo onírico está relacionada con otras tiras clásicas de este período, como Little Nemo o Dreams of a Rarebit Fiend, de Winsor McCay.